# HD 4203 b
HD 4203 b는 물고기자리 방향으로 지구로부터 253광년 떨어진 곳에 있는 외계 행성이다. 최소 질량은 목성의 1.16배지만, 궤도경사각이 밝혀지지 않은 상태이기 때문에 실제 각도에 따라 질량은 얼마든지 늘어날 수 있다. 공전 궤도 반지름은 지구~태양 거리의 두 배 정도이다. 항성을 한 바퀴 도는 데 걸리는 시간은 1.1824년이다. 궤도이심률은 0.519로 가까워질 때는 지구 궤도까지 접근했다가(1.00 천문단위) 멀어질 때는 소행성대 정도까지 물러난다(3.14 천문단위). Steve Vogt 연구진이 2001년 10월 15일 켁 망원경을 이용하여 발견했다.

## 같이 보기
- HD 4208 b
- HD 4308 b

## 참고 문헌
- (영어) Vogt;  외. (2002). “Ten Low-Mass Companions from the Keck Precision Velocity Survey”. 《The Astrophysical Journal》 568 (1): 352–362. doi:10.1086/338768. 2019년 12월 7일에 원본 문서에서 보존된 문서. 2009년 6월 21일에 확인함.
- (영어) Butler;  외. (2006). “Catalog of Nearby Exoplanets”. 《The Astrophysical Journal》 646 (1): 505–522. doi:10.1086/504701. 2019년 12월 7일에 원본 문서에서 보존된 문서. 2009년 6월 21일에 확인함.